# Sääminki

Wappen von Sääminki

Sääminki [ˈsæːmiŋki] (schwedisch: Säminge) ist eine ehemalige Gemeinde in der finnischen Landschaft Südsavo. 1973 wurde sie in die Stadt Savonlinna eingemeindet, ein kleinerer Teil kam an die Gemeinde Punkaharju, welche ihrerseits seit 2013 zu Savonlinna gehört.

## Geografie und Bevölkerung
Die Gemeinde Sääminki umfasste das Umland der Stadt Savonlinna. Sie hatte eine Fläche von 1010 Quadratkilometern und zuletzt 11.710 Einwohner (1970). Zur Gemeinde Sääminki gehörten die vier Siedlungszentren (taajama) Kellarpelto, Nojanmaa, Viuhonmäki und Kuusniemi sowie eine Reihe kleinerer Dörfer bzw. Streusiedlungen. Die Gemeindeverwaltung hatte ihren Sitz in Savonlinna.
Die Kirche von Sääminki stand ursprünglich auf der Halbinsel Kirkkoniemi am Pihlajavesi-See rund vier Kilometer westlich des Stadtzentrums von Savonlinna. Die älteste bekannte Kirche, eine Holzkirche mit rechteckigem Grundriss, brannte 1716 nach Blitzschlag ab. 1722–28 wurde an ihrer Stelle eine hölzerne Kreuzkirche errichtet. Diese wurde 1783 durch einen Neubau ersetzt. Nach der Fertigstellung des Doms von Savonlinna wurde die Kirche von Sääminki, für die es nun keine Verwendung mehr gab, im Jahr 1882 abgerissen. An die alte Kirche erinnert nur noch ein freistehender Glockenstapel aus dem Jahr 1773 und der alte Friedhof, der 1936 stillgelegt wurde.

## Geschichte

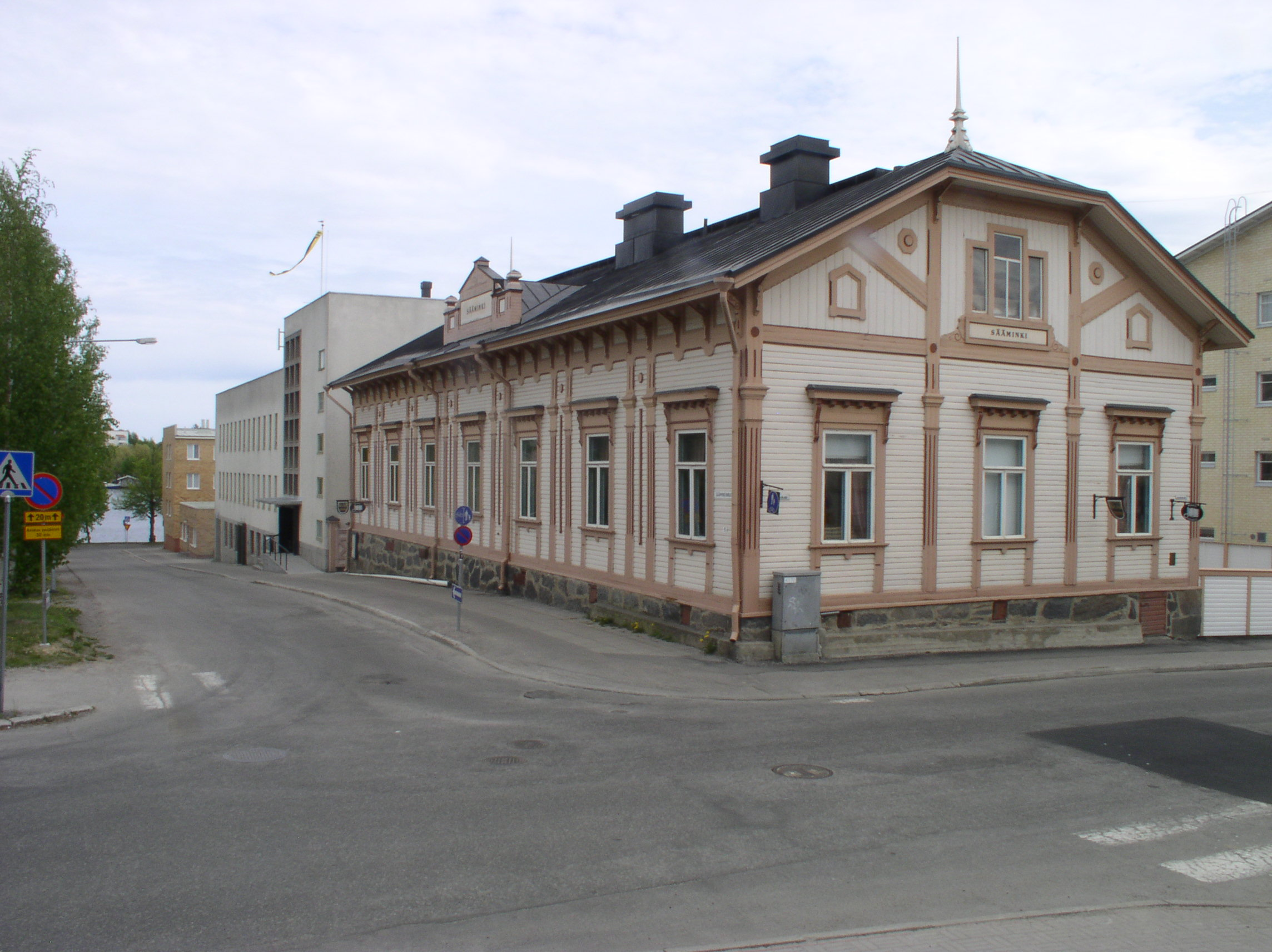
Ehemaliger Sitz der Gemeindeverwaltung von Sääminki in Savonlinna

Sääminki wurde nach 1477 als eigenständiges Kirchspiel aus dem Kirchspiel Juva gelöst. Das mittelalterliche Sääminki umfasste ein großes Gebiet, das sich sukzessive durch die Gründung neuer Kirchspiele verkleinerte. 1578 löste sich Rantasalmi als eigenes Kirchspiel aus Sääminki, 1617 folge Puumala, um 1630 Sulkava und 1640 Kerimäki. Außerdem gab Sääminki Gebiete an das 1631 gegründete Kirchspiel Joroinen und das 1856 gegründete Heinävesi ab. Innerhalb des Kirchspiels Sääminki lagen auch die Burg Olavinlinna und die Stadt Savonlinna, die 1639 im Schutz der Burg gegründet wurde.
Mit dem Frieden von Åbo wechselte Sääminki 1743 von Schweden nach Russland. Als 1809 ganz Finnland unter russische Herrschaft gekommen war, wurde Sääminki zusammen mit dem Rest Altfinnlands an das neu gegründete Großfürstentum Finnland angegliedert. So wurde es 1917 auch Teil der unabhängigen Republik Finnland.
Die politische Gemeinde Sääminki war 1867 im Zuge der Trennung der Gemeindeverwaltung von den Kirchengemeinden entstanden. 1968 wechselte das Gebiet um die Dörfer Ahvensalmi und Oravi aus der Gemeinde Rantasalmi nach Sääminki. 1973 wurde die Gemeinde Sääminki aufgelöst und zum größten Teil der Stadt Savonlinna zugeschlagen. Ein kleinerer Teil kam an die Gemeinde Punkaharju.